# ブランド・ジャパン
ブランド・ジャパンは、日経BPの関連会社である日経BPコンサルティングが2000年から実施している日本最大規模のブランド価値評価調査である。
企業のブランド力向上を目的としてブランド力を計測するためのプロジェクトの一環で制作された。
頭の中にある“ブランドというイメージ”をわかりやすい指標で見える化するデータである。
調査対象は約6万人以上の一般生活者が企業、商品・サービスのべ1,000ブランドを評価する一般生活者編と有職者が500企業を評価するビジネス・パーソン編から構成される。
2001年から「ブランド・ジャパン企画委員会」を設置し、調査手法や集計・分析について委員会メンバーが協議の上評価基準を設計している。
特別顧問は、「ブランド論」（ダイヤモンド社）で有名なデービッド・A・アーカー氏。企画委員長は一橋大学の阿久津聡氏。企画委員には、早稲田大学の豊田秀樹氏、慶應義塾大学の桑原武夫氏、法政大学の西川英彦氏らが務める。